# دورية الليل
دورية الليل (بالانجليزية: The Night Watch، وبالهولندية: De Nachtwacht) هي لوحة رسمها رامبرانت عام 1642 وتعرف أيضا باسم (الحارس الليلي) أو فرقة ميليشيا المنطقة الثانية تحت قيادة النقيب فرانس بانينك كوك، المعروفة أيضًا باسم فرقة فرانس بانينك كوك وويليام فان رويتنبيرج لإطلاق النيران، ويُشار إليها عادة باسم دورية الليل،
اشتهرت اللوحة بأبعادها التي تساوي (437سم × 363سم) وبتوزيع الظل والضوء وبتصوير الحركة. توجد هذه اللوحة ضمن مجموعة لوحات في متحف أمستردام، لكنها تُعرض في مكان بارز في متحف ريكز باعتبارها اللوحة الأكثر شهرة في مجموعته. تُعد دورية الليل واحدة من أشهر لوحات العصر الذهبي في هولندا.
تستمد اللوحة شهرتها من ثلاثة أشياء: حجمها الهائل (437 سم * 363 سم) والاستخدام الدرامي للضوء والظل (القتامية) وابتعاده في تصوير الحركة عن المفهوم التقليدي لصورة المجموعة العسكرية الثابتة. انتهى رامبرانت من رسم اللوحة في عام 1642، أي في ذروة العصر الذهبي الهولندي. تصور اللوحة الفرقة التي تحمل اسمها وهي تنتقل بقيادة النقيب فرانس بانينك كوك (الذي يرتدي ملابس سوداء مع وشاح أحمر) وملازمه ويليام فان رويتنبرج (يرتدي ملابس صفراء مع وشاح أبيض). يلفت رامبرانت الانتباه إلى الشخصيات الثلاث الأكثر أهمية في اللوحة من خلال الاستخدام الفعال لضوء الشمس والظل، وهذه الشخصيات هي الرجلان في الوسط (اللذان اكتسبت منهما اللوحة اسمها الأصلي)، والمرأة خلفهما إلى يسار وسط اللوحة وهي تحمل دجاجة، بينما نُفذت ألوان الفرقة خلف فرانس وويليام بنفس ألوان الراية التي يحملها جان فيشر كورنيلسن. نفذ رامبرنت شخصيات اللوحة بنفس الحجم الحقيقي تقريبًا.
عرض رامبرانت الشعار التقليدي للقربينة بطريقة طبيعية، مع امرأة في الخلفية تحمل الرموز الرئيسية، والتي تعد بنفسها نوعًا من التميمة، وتمثل مخالب الدجاجة الميتة على حزامها والمعروفة بالكلوينرز (القربينة)، بينما يمثل المسدس وراء الدجاجة نبات النفل، وتحمل المرأة في يدها كأس الميليشيا. يرتدي الرجل الذي يقف أمام المرأة خوذة عليها ورق نبات البلوط، وهي فكرة تقليدية عن القربينة. يُقصد من الدجاج الميت أن يمثل أيضًا الخصم المهزوم وغالبًا ما يرتبط اللون الأصفر بالنصر.
بدأت عملية الترميم الطويلة والمعقدة في يوليو من عام 2019، إذ جرت أعمال الترميم على الملأ من خلال إطار زجاجي صُنع خصيصًا لهذا الغرض ووِضع في متحف ريكز وعُرض الترميم بالبث المباشر. تضمنت الخطة نقل اللوحة التي تزن 373 كلغ إلى داخل الصندوق ابتداء من اليوم الذي يُغلق فيه المتحف وحتى 9 يوليو، ومن ثم مسح اللوحة «طبقة تلو أخرى وطلاء تلو الآخر» والتخطيط لأعمال الحفظ وفقًا لما سيُعثر عليه، ولأن اللوحة كانت معروضة طوال الوقت، كان هنالك الكثير لمعرفته عنها حتى من قبل أولئك الذين عرفوها على أحسن وجه. قال تاكو ديبتس، المدير العام لمتحف ريكز، الذي وعلى الرغم من عمله هناك لمدة 17 عامًا، لم يرَ قط قمة اللوحة، «لا نعرف سوى القليل عن الطريقة التي عمل فيها رامبرانت على رسم دورية الليل».

## تعديلات على النسخة الأصلية
كانت اللوحة مغلفة بالورنيش الداكن لفترة طويلة من تاريخها، مما أعطى انطباعًا خاطئًا بأنها تصور مشهدًا ليليًا، وكان هذا السبب وراء اسمها المعروف بشكل عام. أُزيلت طبقة الورنيش في أربعينيات القرن العشرين.
قُطعت اللوحة من جوانبها الأربعة في عام 1715، إثر نقلها من الكلوفينيرسدولن إلى قاعة بلدية أمستردام. جرى ذلك على الأرجح، لكي تُناسب اللوحة موقعها الجديد بين العمودين، إذ كانت هذه الممارسة شائعة قبل القرن التاسع عشر. نتج عن هذا التغيير فقدان شخصيتين من جانب اللوحة الأيسر إضافة إلى قمة القوس والدرابزين وحافة الدرجة، إذ يمثل الدرج والدرابزين أدوات بصرية كان يستخدمها رامبرانت لإعطاء اللوحة حركة للأمام. يظهر التكوين الأصلي للوحة في النسخة التي رسمها جيريت لوندنز (1683-1622) الموجودة في المعرض الوطني بلندن.

## التكليف
أعطى النقيب بانينك كوك وسبعة عشر عضوًا من أعضاء حراس الميليشيا المدنية الخاصة به تكليفًا برسم اللوحة في نحو عام 1639. يظهر 18 اسمًا على الدرع الذي كان قد رسم في نحو عام 1715، في الخلفية من الجهة اليمينية الوسطى، وأُضيف عازف الطبول الذي كان مستأجرًا إلى اللوحة مجانًا، وبالتالي تظهر 34 شخصية ضمن اللوحة. دُفع لرامبرانت مبلغ 1600 غيلدر في مقابل الرسم (دفع كل شخص مئة) وهو ما يعتبر مبلغًا كبيرًا في ذاك الوقت. كانت هذه اللوحة واحدة من سلسلة مكونة من سبع لوحات مماثلة لرجال الميليشيا، نُفذت من قبل فنانين مختلفين في ذلك الوقت.
كان من المفروض أن تعلق اللوحة في قاعة الولائم في الكلوفينيرسدولن (قاعة اجتماعات الفرسان) المشيد حديثًا في أمستردام. اقترح البعض أن تكون مناسبة تكليف رامبرانت برسم اللوحة إلى جانب تكليف غيره من الفنانين، هي زيارة الملكة الفرنسية، ماريا دي ميديشي في عام 1638. قوبل وصولها بالمواكب العظيمة، على الرغم من أنها كانت هاربة من منفاها في فرنسا بأمر من ابنها لويس الثالث عشر.
كان هناك بعض المناقشات الأكاديمية حول مكان تنفيذ رامبرانت للوحة، إذ أنها تعد أكبر من أن تُنفّذ في الاستوديو الخاص به في منزله. يُذكر في سجلات المدينة في تلك الفترة أنه طلب بناء «مطبخ صيفي» على ظهر منزله، وتسمح أبعاد هذا المبنى باستيعاب اللوحة على مدار السنوات الثلاث التي استغرقها لرسمها. يوجد مكان آخر من المرشح أن يكون رامبرانت قد رسم لوحته فيه، هو إحدى الكنائس المجاورة، أما الاحتمال الثالث هو أن يكون قد نفذها في موقع عرضها.

## الموقع
عُلقت دورية الليل لأول مرة في (القاعة الكبرى) أو الكلوفينيرسدولن في أمستردام، ويضم هذا المبنى في الوقت الحالي فندق دولين. نُقلت اللوحة في عام 1715، إلى قاعة البلدية في أمستردام، التي جرى تعديل اللوحة من أجلها. أصبحت قاعة البلدية القصر الملكي في أمستردام ونقل القضاة اللوحة إلى التريبينهويس الخاص برحلة العائلة وذلك بعد احتلال نابليون لهولندا. أمر نابليون بإعادتها، لكن اللوحة انتقلت مرة أخرى إلى التريبينهويس بعد انتهاء الاحتلال في عام 1813، الذي يضم اليوم الأكاديمية الهولندية للعلوم. بقيت اللوحة هناك إلى حين انتقالها إلى متحف ريكز الجديد بعد الانتهاء من بنائه في عام 1885.
أُزيلت اللوحة من المتحف في سبتمبر من عام 1939، في بداية الحرب العالمية الثانية، وفُصلت اللوحة القماشية عن الإطار الخاص بها ولُفت حول اسطوانة. خُزنت اللوحة الملفوفة لمدة أربع سنوات في خزانة خاصة كانت قد بينت لحماية العديد من الأعمال الفنية في كهوف ماستريخت في هولندا. أعيد تركيب اللوحة بعد نهاية الحرب، ورُممت وأُعيدت إلى مكانها الأصلي في متحف ريكز.
نُقلت دورية الليل في 11 ديسمبر إلى موقع مؤقت، بسبب التجديد الكبير لمتحف ريكز. فُصلت اللوحة عن إطارها ولُفت بورق خال من البقع ووضعت ضمن إطار خشبي وُضع بدوره ضمن كُمَّين واقتيدت على عربة إلى وجهتها الجديدة، ثم رُفعت وجُلبت إلى منزلها الجديد عبر شق خاص.
كان من الممكن مشاهدة دورية الليل في موقعها المؤقت في جناح فيليبس في متحف ريكز، خلال أعمال التجديد. أُعيدت اللوحة إلى مكانها الأصلي في غرفة دورية الليل وذلك بعد الانتهاء من أعمال التجديد في أبريل من عام 2013.